# Ozeaneum Stralsund
El Ozeaneum Stralsund o bien simplemente Ozeaneum es un acuario público en la ciudad alemana de Stralsund. Pertenece al Museo Oceanográfico Alemán (Deutsches Meeresmuseum), sin duda es una de los tres principales instituciones de su tipo en Europa.
El Ozeaneum —situado en el centro histórico, en la costa báltica— abrió sus puertas en julio de 2008. Se muestra principalmente la vida marina del mar del Norte y el mar Báltico.
El Ozeaneum es una atracción turística importante, y recibe 550.000 visitantes al año.
En 2010, el Foro Europeo de Museos le otorgó el Premio del museo europeo del año, que reconoce cada año a los nuevos museos que han realizado avances e innovaciones en el ámbito museístico. El museo galardonado alberga durante un año la estatua de Henry Moore The Egg, que simboliza el premio.